# Bacolod City

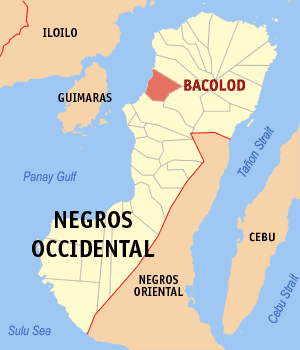
Bacolod Citys läge i provinsen Negros Occidental.

Bacolod City är en stad i Filippinerna. Den är administrativ huvudort för provinsen Negros Occidental i regionen Västra Visayas och har 499 497 invånare (2007).
Staden är indelad i 61 smådistrikt, barangayer, varav samtliga är klassificerade som tätortsdistrikt.